# Lysias Augusto Rodrigues
Lysias Augusto Cerqueira Rodrigues (São Paulo, 23 de junho de 1896 — Rio de Janeiro, 21 de maio de 1957) foi um major-brigadeiro do ar da Força Aérea Brasileira, piloto militar, engenheiro, historiador, escritor, pesquisador, desbravador e pioneiro da aviação civil e militar brasileira.

## Biografia
Lysias Augusto Cerqueira Rodrigues nasceu na cidade de São Paulo, em 23 de junho de 1896. Era filho de Nicolau Augusto Rodrigues e Júnia Cerqueira Leite Rodrigues. Era irmão do engenheiro Philúvio Cerqueira Rodrigues, do médico Nahor Rodrigues e de Lahir Rodrigues (falecido aos 18 anos). Seu pai foi um notório jornalista carioca, que atuou por muitos anos em O Jornal. Ficou órfão de mãe aos seis anos de idade.
Em maio de 1913 ingressou na Escola Naval da Marinha Brasileira. Em dezembro de 1914, após concluir o primeiro ano do curso, pediu baixa da Escola.
Em 1915 tentou a Escola Politécnica do Rio de Janeiro, sendo classificado na lista da turma suplementar. Após cumprir o primeiro ano do curso pediu desligamento da Escola.
Em 23 de março de 1916 ingressou na Escola Militar do Realengo, no Rio de Janeiro, tendo sido declarado aspirante-a-oficial na arma da artilharia em 17 de dezembro de 1918.
Desde o período da Escola Militar já era dedicado à aviação, realizando cursos e treinamentos, inclusive com algumas experiências em Raids entre o Rio de Janeiro e São Paulo junto a outros aviadores.
Em 30 de dezembro de 1919 foi promovido a 2º tenente.
Em 5 de janeiro de 1921 foi promovido a 1º tenente. Ainda naquele ano realizou na Escola de Aviação Militar no Campo dos Afonsos o curso de observação aérea na primeira turma, ao lado de outros ilustres, como capitão Newton Braga, dos tenentes Eduardo Gomes, Ivo Borges Leal, Amílcar Velloso Pederneiras, Gervásio Duncan de Lima Rodrigues, Ajalmar Vieira Mascarenhas, Sylvino Elvidio Bezerra Cavalcante, Plínio Paes Barreto e Carlos Saldanha da Gama Chevalier.
Em 1921 conquistou recorde de altitude em voo com passageiro, voando a mais de 6 mil metros.
Em 1922 serviu no 4º Grupo Independente de Artilharia Pesada (GIAP) de Uberaba e mais tarde no 1º GIAP de Itaguay.
Em agosto de 1922 serviu como observador na 3ª esquadrilha de observadores em Santa Maria, no Rio Grande do Sul.
Em 17 de setembro de 1924 foi promovido a capitão. Na Revolução de 1924 combateu ao lado das forças governistas, integrado no destacamento comandado pelo coronel Christiano Klingelhoefer.
Em 1925 serviu no 4º Regimento de Artilharia Montada (RAM) de Itu; e também no 2º Grupo de Artilharia Montanha (GAM) de Jundiaí. No ano seguinte foi nomeado chefe do serviço de informações da Escola de Aviação Militar.
Em 26 de janeiro de 1927 foi declarado piloto aviador militar. Naquele ano comandou esquadrilha de bombardeiros de Alegrete, no Rio Grande do Sul.
Em março de 1927 anunciou o plano de um Raid junto com o piloto Aroldo Leitão, visando à travessia pioneira do oceano Atlântico por meio de voo direto, pela rota Santos-Lisboa-Genova. Para tanto, em 27 de julho daquele ano adquiriu o brevet internacional, após curso na mesma turma dos tenentes Floriano Peixoto da Fontoura Neves, Godofredo Vidal, Francisco de Assis Corrêa de Mello e do aspirante João Egon Prates da Cunha Pinto. Contudo, a missão foi frustrada pelo fracasso nas negociações para obtenção dos apoios necessários junto ao Governo Brasileiro. Semanas depois foi realizada com sucesso uma famosa missão brasileira de voo de travessia do oceano Atlântico, comandada o aviador jauense João Ribeiro de Barros, uma missão similar a planejada pelo então capitão Lysias Augusto.
Entre as décadas de 1920 e 1940 foi um dos principais defensores da importância da aviação como arma na defesa da Nação, tendo publicado inúmeros artigos na imprensa argumentando em torno dessa tese. Entre os artigos de maior repercussão está "Uma necessidade premente: o Ministério do Ar", publicado no O Jornal em 7 de outubro de 1928. Ao longo dos anos as suas ideias contribuíram para o debate e a formação de consenso em torno da necessidade de criação do Ministério da Aeronáutica e da própria Força Aérea Brasileira (FAB).
Em 1927 serviu no Regimento de Artilharia Mista (RAM) de Campo Grande, como capitão ajudante.
Em dezembro de 1927 obteve transferência da arma da artilharia para a recém-criada arma da aviação, da qual foi por anos um fervoroso defensor.
Em 9 de fevereiro de 1928 foi promovido por antiguidade a major-aviador.
Em 1928 participou junto a demais técnicos militares do planejamento para construção da infraestrutura terrestre para a inauguração da linha aérea de passageiros Rio-São Paulo. Naquele ano se tornou inspetor da Escola de Aviação Militar.
Em abril de 1929 realizou curso de aperfeiçoamento para oficiais na Escola de Aviação Militar do Exército. Em 1930 passou a integrar a Diretoria da Aviação Militar.
Em agosto de 1931 realizou o estudo da Rota do Tocantins, utilizando múltiplos meios de transporte disponíveis, como trem, carro, barco, canoa, animais de carga, entre outros, conseguindo alcançar Belém do Pará no 52º dia. Nessa viagem inicial de reconhecimento demarcou 17 campos de pouso, onde aterrou quando realizou a primeira viagem do Correio Aéreo em 1935 e que teve a duração de três dias.
Em julho de 1932, após a deflagração da Revolução Constitucionalista, arriscou-se em viagem do Rio de Janeiro a São Paulo, chegando a capital paulista em 18 de julho, quando então se apresentou às autoridades do Exército Constitucionalista.
No Exército Constitucionalista, comandou o 1º Grupo de Aviação de Caça Constitucionalista, sediado no então aeródromo Campo de Marte, que possuía o cognome de “Gaviões de Penacho”, sob chefia do major-aviador Ivo Borges Leal, que era o comandante geral dos Grupos de Aviação Constitucionalista.

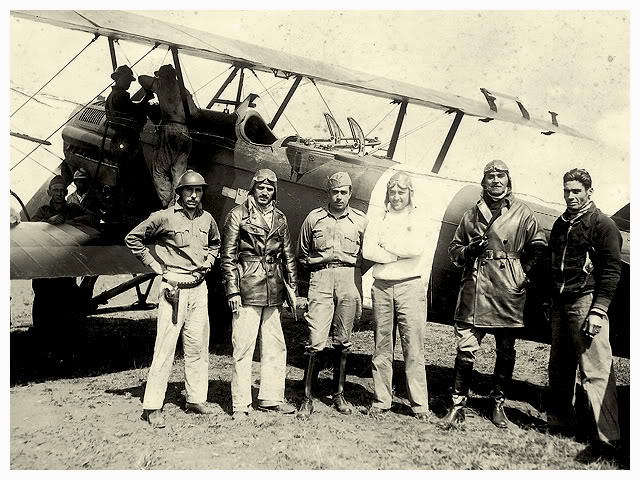
Lysias Augusto Rodrigues (o quinto da esq. p/ dir.) no Campo de Marte em 1932, ao lado de Mário e José Ângelo, respectivamente, mortos em setembro de 1932.

Nesse Grupo de Aviação, a despeito dos escassos recursos, realizou dezenas de missões ao longo do conflito, como as de reconhecimento, propaganda, bombardeio e combate às esquadrilhas governistas.
Nos combates aéreos, entre os Estados de São Paulo, Minas Gerais, Rio de Janeiro e o então Mato Grosso, rechaçou o adversário por diversas vezes, a despeito da inferioridade do número de aviões do Grupo de Aviação Constitucionalista.
Como forma de compensar as limitações, em frota e tripulação, os Grupos de Aviação Paulistas empregavam "hubs" estratégicos para reabastecimento e remuniciamento das aeronaves, com aeródromos instalados em Campinas, Mogi Mirim, Itapetininga, Lorena, Campo Grande, entre outras cidades, como forma de garantir o alcance das missões. Com isso as esquadrilhas paulistas conseguiram um grande número de sortidas e cobriram múltiplas frentes de combate utilizando os mesmos aviões, equiparando-se com o poder de fogo dos Grupos de Aviação do Exército Federal que durante a maior parte do conflito tiveram grande dificuldade em cobrir todas as frentes de combate, apesar de possuírem maior número de aeronaves, dada a limitação de sua autonomia.
Em 8 de agosto de 1932, durante uma missão, participou do abate em pleno voo de um avião governista sobre a cidade de Buri e Capão Bonito. Esse foi tido como o primeiro avião abatido em combate aéreo na América do Sul. Sobre essa ocorrência, o chefe do setor de combate, coronel Brasílio Taborda, publicou o seguinte Boletim do Setor Sul, nº 14, de 10 de Agosto de 1932:
| “ | Dados os serviços que vem prestando as Unidades Aéreas, postas à disposição deste Setor, este Comando chama a atenção dos demais elementos de tropa para o seu espírito de sacrifício, eficiência e bravura, concretizadas através de 12 dias de ininterrupta atividade nas seguintes realizações: A – reconhecimentos efetuados diariamente, muitas vezes em condições particularmente difíceis; B – bombardeios e ataques a metralhadora, de objetivos terrestres importantes como sejam: Itapeva, onde se acha o Q. G. da tropa inimiga: Buri, agrupamento da vanguarda invasora; regiões de Apiaí e Ribeira; C – Inutilização de dois aparelhos inimigos, um no terreno de Itapeva e outro abatido no dia 8 p. p., em pleno voo, sobre a região de Buri. Tudo isso os vem colocando em situação de destaque na atual campanha, e os tem tornado dignos de imitação por parte dos demais elementos das Forças Constitucionalistas. — Brasílio Taborda, Cel. Comandante | ” |

O feito também chamou a atenção do general Bertoldo Klinger, então Comandante Supremo do Exército Constitucionalista, que exaltou a vitória dos aviadores no Boletim n.º 194 de 12 de Agosto de 1932:
| “ | Este comando tem especial prazer em dar publicidade ao louvor que representa essa citação de relevantes serviços, e determinar a menção nominal destacada dos Srs. Major Lysias Augusto Rodrigues, 1.ºs Tenente José Ângelo Gomes Ribeiro e Arthur da Motta Lima | ” |

Em 21 de setembro de 1932 o major-aviador Lysias Augusto Rodrigues liderou uma missão de bombardeio aéreo bem-sucedida em um aeródromo governista recém-aberto em Mogi Mirim. Naquela missão, a esquadrilha paulista com quatro aparelhos conseguiu destruir em terra cinco aviões governistas e avariar um sexto que tentava alcançar voo, causando ainda dezenas de baixas entre mortos e feridos. Na ocasião, os governistas haviam sido pegos completamente desprevenidos graças a um plano tático elaborado pelo major Lysias Augusto, que fez sua esquadrilha alcançar aquela posição voando em baixa altitude e vindo da própria retaguarda do adversário. Conforme noticiou o jornal Diário Nacional, em 22 de setembro de 1932, em múltiplos boletins:
| “ | Boletim das 18 horas Prosseguem, de maneira satisfactoria, as operações de guerra das tropas constitucionalistas, no sector de Amparo. Hoje, naquelle sector, a aviação constitucionalista, atacou, de surpresa, o campo de aviação das tropas ditatoriaes. Com tal pericia o ataque foi dirigido que, segundo informações fornecidas pela Região Militar de S. Paulo, bombas atiradas dos nossos aviões, incendiaram três e damnificaram dois aviões da ditadura. Depois que os nossos aviadores regressaram para esta Capital, dois aviões da ditadura, que escaparam aos effeitos do bombardeio, evoluíram, sobre Campinas, a grande altura, deixando cahir, sobre os arredores da cidade, duas bombas, que não causaram damno. Nas outras zonas, o dia correu em relativa calma. Boletim das 24 horas Houve alguma actividade em todas as frentes de batalha, mas em nenhuma dellas ocorreram acontecimentos decisivos. Os aviadores que realizaram o brilhante feito são os srs major Lysias Rodrigues, capitães Adherbal de Oliveira, Gomes Ribeiro e tenente Motta Lima. Felicitações do Governador do Estado O Governador do Estado, o Sr. Pedro de Toledo, passou o seguinte telegramma ao major Ivo Borges, commandante das Forças Aereas Constitucionalistas: "Major Ivo Borges – Quartel Ivo Borges. – E’ com grande enthusiasmo que felicito a heroica aviação constitucionalista na figura do seu bravo commandante pelo brilhante feito de hoje, respondendo ao inexplicável ataque dos aviões da ditadura, contra cidades inermes, com feito rigorosamente militar, atacando com efficacia admirável, pontos que deviam ser atacados de accôrdo com as leis de guerra. Desse modo a aviação nacional cobre-se de gloria e a nação brasileira enche-se de orgulho. – (a) Pedro de Toledo, governador do Estado." | ” |

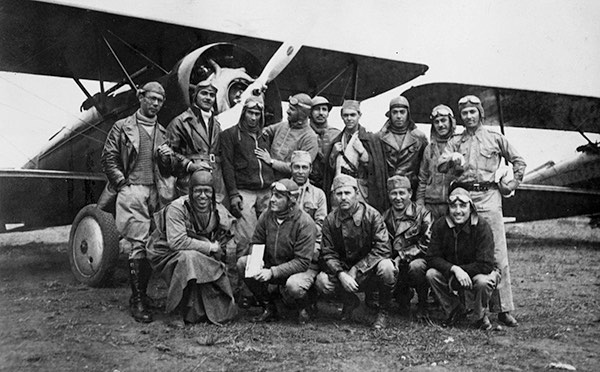
Lysias Augusto Rodrigues (o 2º em pé da esq. p/ dir.) no Campo de Marte durante a Revolução de 1932 ao lado de outros aviadores paulistas.

Em 24 de setembro de 1932 participou da fatídica missão de bombardeio sobre o cruzador Rio Grande do Sul, o qual realizava o bloqueio do Porto de Santos junto com outros navios da Armada brasileira, fechando o cerco sobre os paulistas naquele conflito. O então major, a frente da esquadrilha, decolou por volta das 12 horas do Campo de Marte. Fazia parte da esquadrilha o líder da missão, o major Lysias Augusto, o pilotando um Curtiss O1-E Falcon (batizado de “Kyri Kyri”), tendo como observador o 2º tenente Abílio Pereira de Almeida; o capitão comissionado Arthur da Motta Lima Filho com um WACO CSO, tendo como observador o 2º tenente Hugo Gavião Souza Neves; e o capitão comissionado José Ângelo Gomes Ribeiro, pilotando um Curtiss O1-E Falcon (batizado de “Kavuré-y”), tendo como observador o 2º tenente comissionado Mário Machado Bittencourt. O capitão Aderbal da Costa Oliveira não participou da missão em função de problemas mecânicos no seu aparelho, um avião bombardeiro. Era previsto o reabastecimento e remuniciamento no aeródromo de Praia Grande, já previamente preparado para a missão. Após algumas tentativas o Curtiss do capitão José Ângelo Gomes Ribeiro, durante mergulho para lançamento de bomba contra o navio, entrou em chamas e se esfacelou no mar, em local próximo à Ilha da Moela, no Guarujá. Especulou-se que tenha sido alvejado pela bateria antiaérea do navio de guerra, tese que foi alardeada pela imprensa governista. Porém, o major Lysias Augusto refutou essa tese, em depoimento no seu livro Gaviões de Penacho (1934), tendo afirmado que a causa mais factível e provável foi uma falha mecânica no motor do aparelho durante um mergulho na máxima aceleração, atribuindo ao engasgamento de válvula com retorno de chama, o que proporcionou a combustão do aparelho e a sua queda no mar. Conforme argumentou:
| “ | Não é possível! Só por gabolice e pelo desejo nojento de tirar proventos pessoais de sua morte, é que dirão isso! [ter sido abatido por fogo antiaéreo do cruzador] Eu muitas vezes preveni o José, do perigo de picar a pleno regímen. Uma válvula que se engasga, um retorno de chama e explosão inevitável. Foi o que lhe sucedeu. Podem crer! Se de bordo tivessem atirado nele quando ele picava, eu veria, pois estava justamente observando o alvo. A atirarem, o fariam de preferência sobre o avião de Motta Lima, muito mais baixo, muito mais visível! Além disso, a 1.800 metros, não há metralhadora que ponha os projéteis a uma polegada um do outro; os destroços do avião do José, aí estão por documento! Eles atiraram, sim, mas quando os destroços do avião flutuavam! Covardes! | ” |

Após terem lançado todas as bombas e já com o combustível esgotado, e diante da fatalidade, o restante da esquadrilha abandonou a missão, sem terem causado significativos danos ao navio de guerra. Foi declarado luto oficial de 8 dias por conta da perda e realizada amplas homenagens aos finados aviadores.
Findo o conflito, em 2 de outubro, partiu para o exílio na Argentina, junto de outros aviadores das tropas paulistas, como o capitão Aderbal da Costa Oliveira e os 1º tenentes Orsini de Araújo Coriolano e Arthur da Motta Lima Filho.
Em fevereiro de 1934 retornou ao Brasil, após autorização especial do governo federal e na sequência foi revertido ao serviço ativo do Exército. Em 1º de setembro foi promovido a tenente-coronel. Ainda naquele mês foi nomeado chefe da 1ª Divisão da Diretoria de Aviação do Exército e, mais tarde, transferido para a 2ª Divisão.

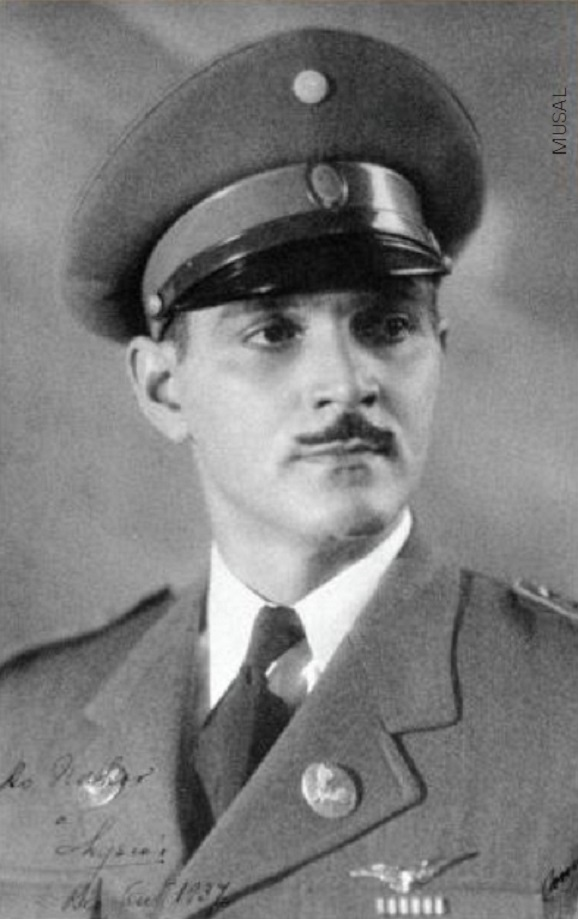
Registro de 1937 do então tenente-coronel Lysias Augusto Rodrigues.

Em outubro de 1934 teve negado um pedido na Justiça Militar de averbação de horas de voo respectivas ao período em que serviu como combatente na Aviação do Exército Constitucionalista na Revolução de 1932.
No seu retorno ao Exército Brasileiro deu continuidade ao trabalho iniciado com a exploração terrestre empreendida em 1931, na companhia de dois destacados funcionários da Cia Panair do Brasil.
Em 15 de novembro de 1935 realizou a primeira ligação aérea entre o Rio de Janeiro e Belém do Pará, denominada "Rota do Tocantins". Naquela ocasião, decolou da base aérea do Campo dos Afonsos, no Rio de Janeiro, em companhia do Sargento Soriano Bastos de Oliveira, em uma aeronave Waco CSO, dando início ao levantamento aéreo da área anteriormente esquadrinhada, inaugurando todos os campos de pouso que havia implantado em seu famoso périplo quatro anos antes, percorrendo as cidades de Ipameri, Formosa, Palma, Porto Nacional, Tocantínia, Pedro Afonso, Carolina e Marabá, antes de finalmente atingir Belém. Foi o primeiro piloto a sobrevoar e pousar nos aeródromos que ele próprio implantou, principalmente no centro-oeste e norte brasileiro, com destaque para a região do atual Estado do Tocantins. Por onde passaram causaram curiosidade e incredulidade, trazendo alegria e esperança a gente simples do sertão. Atuou nos trabalhos do Correio Aéreo Militar junto ao então tenente-coronel Eduardo Gomes, seu grande adversário durante os combates de 1932.
Em parceria com o então tenente-coronel Eduardo Gomes, o futuro patrono da Força Aérea Brasileira, iniciou as primeiras linhas do Correio Aéreo Nacional sobrejacentes às regiões centro-oeste e norte, consolidando uma complexa rede de aerovias, interligando-as aos centros mais avançados do Brasil. Como renomada autoridade em geopolítica, reconhecida internacionalmente, ombreando-se a outros ilustres exegetas desta ciência, tais como Mário Travassos, Golbery do Couto e Silva, Carlos de Meira Mattos, Delgado de Carvalho e Therezinha de Castro, lutou, enfaticamente, pela construção da Rodovia Transbrasiliana, hoje denominada Rodovia Belém-Brasília. As suas experiências naquela região também auxiliaram projetos de outras rodovias.
Naquele período exerceu notável influência para que fosse ativado um organismo que congregasse a evolução e o emprego do avião como arma de guerra, a exemplo do que já vinha ocorrendo nos Estados Unidos, Inglaterra, Itália e França, defendendo a tese de que o Brasil necessitava de um Ministério próprio para tanto, de modo a dispor de uma aviação apta a atender à sua imensidão geográfica. Movido por esse propósito, deu início a uma intensa campanha para a criação do Ministério da Aeronáutica, publicando vários artigos sobre o tema na imprensa do Rio de Janeiro, então capital da República.
Em 1939, com a eclosão da Segunda Guerra Mundial, evidenciou-se a importância do poder aéreo unificado para a segurança nacional, vindo justamente a corroborar a benfazeja ideia por ele esposada, culminando, assim, com a criação do Ministério da Aeronáutica, em 20 de janeiro de 1941, atualmente Comando da Aeronáutica.
Entre 1939 e 1940 serviu no 1º e 3º Regimento de Aviação do Exército. Em setembro de 1940 foi nomeado para a 1º Divisão da Diretoria Aeronáutica. Em 24 de dezembro de 1941 foi promovido a coronel-aviador e classificado no Estado-Maior da recém-criada Força Aérea Brasileira (FAB), que durante anos defendeu e contribuiu ativamente para a sua criação.
Em 1944 fez parte da comissão de cartas aeronáuticas na Reunião Pan-Americana de Consulta sobre Geografia e Cartografia. Atuou também como representante do Ministério da Aeronáutica junto aos órgãos deliberativos do Instituto Brasileiro de Geografia e Estatística.
Em 10 de abril de 1945 foi promovido a brigadeiro-do-ar e, no mesmo decreto, foi passado para a reserva militar.
Em 22 de novembro de 1949, na reserva, foi promovido a major-brigadeiro-do-ar, patente classificada no quadro de oficiais generais da Aeronáutica Brasileira.
Entre os seus livros publicados estão: Formação da Nacionalidade Brasileira (1954), Estrutura Geopolítica da Amazônia (1953), Geopolítica do Brasil (1947), Roteiro do Tocantins (1943), Rio dos Tocantins (1943), História da Conquista do Ar (1937) e Gaviões de Penacho (1934), onde neste narrou o emprego da Aviação Militar na Revolução Constitucionalista de 1932 e suas experiências no combate aéreo. Publicou mais de trezentos artigos relacionados aos temas de aviação, geografia, geopolítica, história, entre outros.
Integrou a Sociedade Brasileira de Geografia e o Instituto de Geografia e História Militar Brasileiro, onde foi vice-presidente.
Entre a década de 1940 e 1950 fez parte da Comissão de Cartas Aeronáuticas da Reunião Pan-Americana de Consulta sobre Geografia e Cartografia. Segundo os seus pares, era poliglota e possuía cultura extraordinária e inteligência brilhante, tendo sido destacado pesquisador nas áreas de história, geopolítica, engenharia e a própria aeronáutica. Ao mesmo tempo também foi um ativo desbravador do norte e centro-oeste brasileiro, cujo trabalho resultante contribuiu substancialmente para a expansão das rotas aéreas e terrestres do país.
Na reserva militar, o major-brigadeiro-do-ar se dedicou profundamente na publicação de inúmeros livros e artigos, publicados no Brasil e no exterior, que o conferiu especial envergadura intelectual.
Lysias Augusto Rodrigues foi um grande entusiasta e defensor da emancipação política do Tocantins, sendo ele o principal líder do moderno movimento que culminou na elevação política deste estado. Lysias também foi entusiasta da causa emancipacionista que àquela época chamava-se Itacaiúnas, mas que hoje denomina-se Carajás.
Morreu em 21 de maio de 1957, aos 60 anos de idade, em sua residência (na Rua Igarapava, nº 75, apto 402, no Rio de Janeiro, então Distrito Federal), vítima de um infarto do miocárdio. No seu obituário é registrado o seu papel no pioneirismo na aviação brasileira, por meio de sua atuação no Correio Aéreo Nacional e na Força Aérea Brasileira. Foi sepultado no Cemitério São João Batista, na mesma cidade.
Era casado com Júlia Cerqueira Santos desde 1921, com quem teve uma filha: Junia Cerqueira Rodrigues.
Em vida, recebeu inúmeras honrarias e condecorações, entre as quais, a “Medalha Militar” pelos bons serviços e a “Medalha da Campanha do Atlântico Sul” concedida pelo Ministério da Aeronáutica.
Anos mais tarde, os seus restos mortais foram transladados para o Monumento e Mausoléu do Soldado Constitucionalista de 1932, no Ibirapuera, na cidade de São Paulo.
É patrono do Instituto Histórico-Cultural da Aeronáutica (INCAER) da Força Aérea Brasileira (FAB).
No dia 5 de outubro de 2001, o governador do Estado do Tocantins, na presença do Presidente da República, inaugurou o aeroporto da capital, Palmas, batizado com o nome de Brigadeiro Lysias Rodrigues, em homenagem ao pioneiro da aviação brasileira e heroico desbravador do centro-oeste e norte brasileiro onde estabeleceu importantes rotas aéreas, com destaque para o próprio Estado do Tocantins.

## Publicações
- Rodrigues, Lysias Augusto Cerqueira (1954). Formação da Nacionalidade Brasileira. Rio de Janeiro: [s.n.]
- Rodrigues, Lysias Augusto Cerqueira (1953). Estrutura Geopolítica da Amazônia. Rio de Janeiro: [s.n.]
- Rodrigues, Lysias Augusto Cerqueira (1947). Geopolítica do Brasil. Rio de Janeiro: [s.n.]
- Rodrigues, Lysias Augusto Cerqueira (1943). Roteiro do Tocantins. Rio de Janeiro: [s.n.]
- Rodrigues, Lysias Augusto Cerqueira (1943). Rio dos Tocantins. Rio de Janeiro: [s.n.]
- Rodrigues, Lysias Augusto Cerqueira (1937). História da Conquista do Ar. Rio de Janeiro: Marques Araújo & Cia. Ltda
- Rodrigues, Lysias Augusto Cerqueira (1934). Gaviões de Penacho: a lucta aérea na guerra paulista de 1932. Rio de Janeiro: Typographia Rossolillo. 128 páginas